# Assassinats d'Abigail Williams i Liberty German
El 14 de febrer de 2017, es van descobrir els cossos d'Abigail Williams (23 de juny de 2003-13 de febrer de 2017) i Liberty German (27 de desembre de 2002-13 de febrer de 2017) prop del Monon High Bridge Trail, que forma part dels senders històrics de Delphi a Delphi, Indiana, Estats Units, després que les noies havien desaparegut del mateix camí el dia anterior. Els assassinats han rebut una cobertura mediàtica important perquè es va trobar una gravació de vídeo i àudio d'una persona que es creu que era l'assassí de les noies al telèfon intel·ligent de German. Malgrat els milers de consells que s'han enviat a la policia i la circulació de les gravacions del sospitós, no s'ha fet cap detenció en el cas.

## Assassinats
A les 13:35 p.m. El dilluns 13 de febrer de 2017, Abigail Joyce "Abby" Williams, de 13 anys, i Liberty Rose Lynn "Libby" German, de 14 anys, van ser deixades per la germana gran de German, Kelsi German, a County Road 300 North, a l'est. de la Hoosier Heartland Highway. Les noies feien senderisme pel pont Monon High sobre Deer Creek, entre boscos al remot Municipi de Deer Creek. A les 14:07, Libby va publicar una foto d'Abby caminant pel pont; després d'això no se'ls va tornar a saber. Van ser denunciats com a desapareguts a les 17:30. després que no es trobessin amb el pare de Liberty a les 3:15 p.m. Al principi, les famílies van buscar les mateixes noies abans de trucar a la policia. Les autoritats que van escorcollar ràpidament la zona no van sospitar inicialment un joc brut en la desaparició. Tanmateix, això va canviar quan es van trobar els cossos de les noies al voltant del migdia de l'endemà, aproximadament 0.7 milles (1.1 km) a l'est del pont alt abandonat de Monon. Els cossos es van trobar a la riba nord de Deer Creek.

## Investigació
La policia no ha revelat detalls de com van ser assassinades les noies.Des del 15 de febrer de 2017, La Policia de l'estat d'Indiana va començar a fer circular una imatge fixa d'un individu vist al Monon High Bridge Trail prop d'on van assassinar els dos amics; la fotografia granulosa sembla capturar un mascle caucàsic, les mans a les butxaques, caminant pel pont del ferrocarril, cap avall, cap a les noies. Uns dies després, la persona de la fotografia va ser nomenada la principal sospitosa del doble homicidi.
Daniel J. Nations, un delinqüent sexual registrat d'Indiana, va ser arrestat a Woodland Park, Colorado el setembre de 2017 i acusat d'amenaçar desconeguts en una pista de Monument amb una destral. Les plaques caducades d'Indiana del cotxe que conduïa Nations van ser detectades per la policia, que posteriorment va descobrir una ordre pendent de poder sota el seu nom. Afavorint encara més l'especulació pública, es va informar que un ciclista havia estat abatut a trets pel mateix camí aproximadament en el moment en què les Nacions suposadament espantaven els transeünts. Un portaveu del xèrif del Comtat d'El Paso va dir als periodistes que, per "moltes similituds" que hi havia entre els casos, no tenia llibertat per revelar-los, ja que els investigadors d'Indiana no volien que es divulgés més informació.
El 5 de gener de 2018, Nations va ser condemnada a tres anys de llibertat condicional per amenaçar a membres del públic a Colorado; tanmateix, no va ser alliberat perquè tenia una ordre d'ordre activa contra ell a Indiana. El 24 de gener, les Nacions van ser transferides a la custòdia dels funcionaris d'Indiana per un càrrec no relacionat, de no registrar-se com a delinqüent sexual. A principis de febrer de 2018, les autoritats van dir que Nations ja no es considerava una persona d'interès activa a Delfos assassinats.(xinès)
Thomas Bruce, que abans treballava com a pastor, està acusat d'haver disparat mortalment a una dona i d'haver agredit sexualment a dues persones més, després d'haver-los ordenat a punta de pistola entrar a la sala del darrere d'un suburban St. Louis botiga de subministraments religiosos. Comesos a plena llum del dia el 19 de novembre de 2018, aquests crims van posar Bruce en el punt de mira de la premsa. Alguns van assenyalar que era d'una estatura similar (5 peus 7 a 5 peus 9 polzades) a la descripció actual del sospitós en els assassinats de Delfos; també, portava una gorra plana i una jaqueta blau marí durant aquest atac, no molt diferent del sospitós del cas Delphi. La policia estatal d'Indiana va investigar la seva possible connexió al novembre. El 4 de desembre, Bruce va ser acusat de no menys de 17 delictes relacionats amb el cas de St. Louis i podria rebre la pena de mort. Charles Eldridge va ser arrestat el 8 de gener de 2019 a Union City, Indiana, amb càrrecs d'abusament sexual infantil i sol·licitud de menors. La policia del Comtat de Randolph va alertar l'FBI d'un potencial vincle entre Eldridge i els assassinats de Delphi, a causa de la seva gran semblança amb l'esbós sospitós; això va ser, però, abans que el compost actualitzat s'hagués publicat.
El 27 d'abril de 2021, els detectius de la Policia de l'Estat d'Indiana van nomenar James Brian Chadwell II com a persona nova d'interès en els assassinats de Delphi.

## Memories
En resposta a una sol·licitud de la mare de German, els propietaris del centre d'Indiana han instal·lat llums taronges als seus porxos davanters, tant per commemorar les noies com per indicar que l'assassí continua en llibertat.